# کانن ئی‌اواس-۱دی مارک ۴
کانن ئی‌اواس-۱دی مارک ۴ (به انگلیسی: Canon EOS-1D Mark IV) یک دوربین عکاسی تک‌لنزی بازتابی ساخت شرکت کانن است.